# José Miró Argenter
José Miró Argenter, también escrito como José de Miró Argenter, (Sitges, Barcelona, 4 de marzo de 1851 - La Habana, 2 de mayo de 1925) fue un militar y escritor, general de división de la Guerra Necesaria.

## Infancia y adolescencia
José Miró Argenter era hijo de José Miró Armengol (1816-1888), secretario y censor del ayuntamiento de Sitges, y de Joaquina Argenter Llopis. Tuvo tres hermanos: el pintor Joaquín Miró Argenter, nacido el 3 de febrero de 1849, Rosa, madre del también pintor Joaquim Sunyer y Remei Miró Argenter.

## Trayectoria

### En España
Estudió bachillerato en Barcelona. Ingreso en la Facultad de Medicina de la capital catalana en 1869. Dejó los estudios de medicina para incorporarse al Ejército carlista, donde alcanzó el grado de teniente y el cargo de jefe de compañía. 

### En Cuba
En 1874 embarcó hacia Cuba para establecerse en La Habana y trabajar en la firma Barahona y Domenech, antiguos conocidos de su padre. Dos años después, por motivos de salud, acepta la invitación de los hermanos Catasús, también naturales de Sitges, y trabaja de mayoral en el ingenio "Río Grande", cercano a Santiago de Cuba, donde conoció al Mayor General Antonio Maceo en el almuerzo de despedida que se le ofreciera el 8 de mayo de 1878, antes de abandonar la Isla. Se inicia en el periodismo y su primer artículo "El Juez y el Negro" le enfrenta a las autoridades españolas que le condenan a tres años, seis meses y veintiún días de destierro a cien kilómetros de su residencia. 
Se establece en Holguín y dirige el periódico "La Doctrina". En Holguín contrae matrimonio con Luz Cardona y Cardona, estamos en 1891 y la novia tiene entonces 17 años y Miró está involucrado de lleno en la revolución independentista. En 1893 funda "El Liberal". En 1894 nació su primera hija: Remedios Miró Cardona. Colaboró con el Plan Gómez-Maceo en Oriente.

### Guerra Necesaria
En la Guerra Necesaria se alzó desde el primer día, al frente de un contingente de patriotas, en Holguín, con grado de coronel. Se incorpora a las órdenes de su amigo Antonio Maceo. El 14 de abril de 1895 se batió en Ciego La Rioja. Después de la llegada de Maceo a la Isla le ratificó el grado y lo incorporó a su estado Mayor. Se destacó en Peralejo, y fue propuesto al grado de General de Brigada; el Consejo de Gobierno le reconoció el grado el 29 de septiembre. Días después le promovieron al cargo de jefe del Estado Mayor de la columna invasora, con la cual salió desde Baraguá.

### Durante la Invasión
Estuvo junto a Maceo en la Invasión y durante toda la Campaña de Occidente. Se destacó en los combates de Iguará, La Lechuza, Cacarajícara, Rubí y Bejerano. Escoltó a Maceo en el cruce de la trocha de Mariel a Majana, cayendo herido tres días después en San Pedro, donde cayó Maceo. Por su comportamiento en la Batalla de Mal Tiempo fue propuesto a General de División, pero no fue hasta el final de la guerra cuando se le otorgó el grado.

### Marcha a Oriente
Apesadumbrado por la muerte de Maceo marcha a Camagüey para continuar hasta Manzanillo, donde mostró poca actividad durante el resto de la guerra. Se discute si Miró llegó a conocer personalmente a José Martí; en una carta fechada el 7 de mayo de 1895, dirigida al general José Miró Argenter, Martí se despide diciendo: ...con vivos deseos de verle de cerca alguna vez. Sin embargo, hay historiadores que sostienen un encuentro en vísperas de la muerte de Martí. En el Archivo General Militar de Segovia, existen varias causas abiertas contra: el paisano José Miró Argenter, por diversos motivos de asalto, incendio y asesinato. Las causas están numeradas como: Causa 10808 (incendio); causa 1507 por triple asesinato; causa 416 por amenazas a la empresa del ferrocarril; causa 333 por rebelión. Por ninguna de ellas pudo ser juzgado. 

### Últimos años y muerte
Fue nombrado Inspector del Departamento de Oriente. Fue nombrado Secretario de la Junta Liquidadora del Ejército Libertador. Durante los primeros años de la República se encargó de los archivos del Ejército Libertador. Reinició sus actividades periodísticas. En 1900 nace en San Luis (Santiago de Cuba) su segundo hijo que, en homenaje a Maceo, se llamará Antonio Maceo Miró Cardona. El 22 de agosto de 1902 nace su tercer hijo: José Miró Cardona, quien sería primer ministro provisional de Cuba a inicios de 1959. En 1920 falleció su esposa Luz Cardona. José Miró Argenter murió en La Habana el 2 de mayo de 1925.

### Obra escrita tras la guerra
Durante los años 1899 a 1909 escribió "Crónicas de la Guerra", un valiosísimo y exhaustivo compendio de acciones militares y de sus propias experiencias personales, donde ofrece una pormenorizada descripción de los hechos relacionados con la muerte de Antonio Maceo, entre otras batallas y acciones de guerra. También escribió en 1897 "Muerte del General Maceo" y "Apuntes de la vida de Antonio Maceo Grajales", y el drama "El pacífico" en 1914, editado por Imprenta y papelería de Rambla, Bouza y Cª de La Habana con la misma editorial que en 1910 publicó su novela "Salvador Roca".
- Wikisource contiene obras originales de José Miró Argenter.